# Samy Kehli
Samy Kehli, né le 27 janvier 1991 à Saint-Avold en France, est un footballeur français. Il évolue actuellement au APM Metz au poste de milieu offensif.

## Biographie
Il joue 27 matchs en Ligue 2 avec le FC Metz, sans inscrire de but.
Avec l'équipe du RFC Seraing, il inscrit 12 buts en deuxième division belge lors de la saison 2014-2015.

## Palmarès
- Champion de France de Ligue 2 en 2014 avec le FC Metz.